# Enálage
Enálage (em grego:  ἐναλλαγή, enallagḗ, "troca") é um tipo de esquema de figuras de linguagem retóricas que é usado para se referir ao uso de tempo, forma ou pessoa para uma contraparte gramaticalmente incorreta. Mais geralmente, consiste em substituir uma forma gramatical (um pronome, um substantivo, um tempo verbal ou um aspecto verbal) por outra. É, portanto, uma elipse particular próxima da hipálage e da silepse.

## Exemplos
- Enálage relativa ao tempo do verbo:

| “ | Eu morri esta manhã digno de ser lamentado Eu segui seu conselho Eu morro desonrado | ” |
|   | — Jean Racine, Phèdre.                                                              |   |

- Enálage relativa à passagem da pessoa (pronome pessoal) do modo formal para o informal:

| “ | Vós não responde? …traiçoeiro! Eu vejo-o, você conta os momentos que você perde comigo. | ” |
|   | — Jean Racine, Andromaque.                                                              |   |

- Enálage relativo ao pronome e ao substantivo:

| “ | (Nero para Narciso): Nero está apaixonado | ” |
|   | — Jean Racine, Britannicus.               |   |

### Outros exemplos

#### Forma
Um uso da enálage é dar a uma frase uma forma imprópria deliberadamente. Shakespeare escreveu: "Não há guerras? Não há emprego?" (Henrique IV, Parte 2, I, ii) Nesses casos, ele usa a enálage para obter uma estrutura paralela. Nas primeiras linhas da Eneida, Virgílio fala das “muralhas da elevada Roma”. Daniel Mendelsohn, no The New Yorker, cita isso como um exemplo de enálage: "O poeta sabia o que estava fazendo - 'muralhas elevadas' é sobre arquitetura, mas 'elevada Roma' é sobre império," embora sem dúvida essa figura possa ser considerada hipálage, a transposição das relações naturais de dois elementos em uma proposição.

#### Pessoa gramatical
Lími, um rei do Livro de Mórmon, deu um exemplo de enálage ao trocar de pessoa durante um de seus discursos. Lími começou seu discurso dirigindo-se a seu povo usando o pronome de segunda pessoa vós: "Ó vós, meu povo, levantai a cabeça e sede consolados" (Mosias 7:18). No entanto, mais tarde em seu discurso, Lími mudou para a terceira pessoa ao se dirigir a seu povo: "Mas eis que eles não deram ouvidos a suas palavras; mas surgiram contendas entre eles, tanto que derramaram sangue entre si" (Mosias 7:25). Uma possível razão pela qual Lími realizou essa mudança de pronome de segunda para terceira pessoa foi criar distância entre seu povo e suas ações, permitindo que se tornassem observadores objetivos de seu próprio comportamento.
Na conclusão de seu discurso, Lími voltou para a segunda pessoa: "E agora, eis que a promessa do Senhor foi cumprida e vós sois feridos e afligidos. Mas se vos voltardes ao Senhor com todo o coração e depositai nele vossa confiança e servi-o com toda a diligência; se assim fizerdes, ele, de acordo com sua própria vontade e beneplácito, livrar-vos-á do cativeiro" (Mosias 7:32–33). Voltar para a segunda pessoa permitiu que Lími personalizasse a mensagem de libertação para seu povo, permitindo-lhes entender que, embora tivessem cometido erros graves, ainda poderiam se arrepender e ser libertados da escravidão.